# متالو
متالو (به انگلیسی: Metallo)، با نام اصلی جان کوربن، یک شخصیت خیالی شرور بزرگ در کتاب‌های کامیک آمریکایی منتشر شده توسط دی‌سی کامیکس است که عموماً به عنوان دشمن شخصیت ابرقهرمان سوپرمن محسوب می‌شود. این شخصیت توسط نویسنده رابرت برنستاین و طراح آلفرد پلاستینو خلق شده است و برای اولین بار در شمارهٔ ۲۵۲ مجموعه اکشن کامیکس (مه ۱۹۵۹) حضور پیدا کرد. متالو به شکل یک سایبورگ دارای منبع انرژی کریپتونی به تصویر کشیده می‌شود که از این انرژی به عنوان سلاحی علیه سوپرمن استفاده می‌کند.